# Daptone Records
Daptone Records — це незалежний лейбл, що спеціалізується на фанку та соулі. Він створений Гебріелом Ротом (Gabriel Roth) та Нілом Шугарменом (Neal Sugarman) та базується у Брукліні. Після смерті лейблу Desco Гебріел Рот об'єднується з Нілом Шугарманом для створення нового лейблу, Daptone Records. У доповнення до Sharon Jones and the Dap-Kings, Daptone також записував та випускав музику Antibalas, The Sugarman 3, The Budos Band, The Poets of Rhythm, The Daktaris, The Mighty Imperials, Lee Fields, Charles Bradley, Binky Griptite та Naomi Davis.  
Їх музикальним ядром є Dap-Kings. Шарон Джонс та Dap-Kings складається з  Шарон Джонс (Sharon Jones) на вокалі, Габріела Рота aka Bosco Mann на електричному басу, Бінкі Гріптайт (Binky Griptite) на гітарі, Томмі Бренека (Tommy 'TNT' Brenneck) на гітарі, Фернандо Велеза (Fernando 'Bugaloo' Velez) на перкусії, Гомера Штайнвайса (Homer Steinweiss) на барабанах, Девіда Гая (David Guy) на трубі, Ніла Шугармана на тенор-саксофоні та Ian Hendrixson-Smith на баритон-саксофоні.
Sugarman 3 складається з Neal Sugarman, саксофон; Адама Скона (Adam Scone), орган Hammond; Ал Стріта (Al Street), гітара; Руді Албіна (Rudy Albin), барабани; Дейва Гая, труба. Соул-співак Лі Філдс (Lee Fields) часто співає з Sugarman 3, та Дейзі Шугарман (Daisy Sugarman) грає на флейті.
Daptone збудували власну студію у Брукліні, Daptone's House of Soul, де записують більшість своїх релізів. Їх характерний звук є продуктом студійної акустики, що записується тільки на аналогові носії (без цифрового запису), та зводиться Гебріелом Ротом. Записуючий та інженерний персонал студіі підбирався продюсерами, як наприклад Марк Ронсон. The Dap-Kings також брали участь у запису альбому Емі Вайнгауз Back to Black (що був записаний на студії Daptone), група також брала учать у її турі у 2007. У лютому 2009, студія була пограбована, злодії забрали з собою кращу частину обладнання.

## Дискографія
| Виконавець                        | Назва альбому                                           | Номер у каталозі | Дата релізу        |
| --------------------------------- | ------------------------------------------------------- | ---------------- | ------------------ |
| Sharon Jones and the Dap-Kings    | Dap Dippin' with Sharon Jones and the Dap-Kings         | DAP-001          | 2002               |
| Sugarman Three & Co.              | Pure Cane Sugar                                         | DAP-002          | 2002               |
| The Mighty Imperials              | Thunder Chicken                                         | DAP-003          | 2004 (перевидання) |
| Sharon Jones and The Dap-Kings    | Naturally                                               | DAP-004          | 2005               |
| The Budos Band                    | The Budos Band                                          | DAP-005          | 2005               |
| The Sugarman 3                    | Sugar's Boogaloo                                        | DAP-006          | 2007 (перевидання) |
| The Poets of Rhythm               | Practice What You Preach                                | DAP-007          | 2006 (перевидання) |
| The Sugarman 3                    | Soul Donkey                                             | DAP-008          | 2007 (перевидання) |
| The Daktaris                      | Soul Explosion                                          | DAP-009          | 2006 (перевидання) |
| Bob and Gene                      | If This World Were Mine...                              | DAP-010          | 2007 (перевидання) |
| The Budos Band                    | The Budos Band II                                       | DAP-011          | 2007               |
| Sharon Jones and the Dap-Kings    | 100 Days, 100 Nights                                    | DAP-012          | 2007               |
| Various Artists                   | Como Now: The Voices Of Panola Co., Mississippi         | DAP-014          | 2008               |
| Menahan Street Band               | Make the Road by Walking                                | DAP-015          | 2008               |
| Naomi Shelton & the Gospel Queens | What Have You Done, My Brother                          | DAP-016          | 2009               |
| Pax Nicholas & The Nettey Family  | Na Teef Know de Road of Teef                            | DAP-017          | 2009 (перевидання) |
| Various Artists                   | Daptone Gold (label sampler)                            | DAP-018          | 2009               |
| Sharon Jones and the Dap-Kings    | I Learned the Hard Way                                  | DAP-019          | 2010               |
| The Budos Band                    | The Budos Band III                                      | DAP-020          | 2010               |
| Charles Bradley                   | No Time for Dreaming                                    | DAP-022          | 2011               |
| El Rego Et Ses Commandos          | El Rego (compilation)                                   | DAP-023          | 2011               |
| Sharon Jones and the Dap-Kings    | Soul Time! (compilation)                                | DAP-024          | 2011               |
| Menahan Street Band               | No Time For Dreaming (The Instrumentals)                | DAP-025          | 2012               |
| The Sugarman 3                    | What The World Needs Now                                | DAP-026          | 2012               |
| The Como Mamas                    | Get An Understanding                                    | DAP-027          | 2013               |
| Antibalas                         | Antibalas                                               | DAP-028          | 2012               |
| Menahan Street Band               | The Crossing                                            | DAP-029          | 2012               |
| The Poets Of Rhythm               | Anthology 1992-2003                                     | DAP-030          | 2013               |
| Charles Bradley                   | Victim of Love                                          | DAP-031          | 2013               |
| Sharon Jones and the Dap-Kings    | Give The People What They Want                          | DAP-032          | 2014               |
| Naomi Shelton & the Gospel Queens | Cold World                                              | DAP-033          | 2014               |
| The Budos Band                    | Burnt Offering                                          | DAP-034          | 2014               |
| Saun & Starr                      | Look Closer                                             | DAP-035          | 2015               |
| Various Artists                   | Daptone Gold, Vol. II (label sampler)                   | DAP-036          | 2015               |
| Sharon Jones & The Dap-Kings      | It's A Holiday Soul Party                               | DAP-037          | 2015               |
| DAP-038                           | NR                                                      |                  |                    |
| DAP-039                           | NR                                                      |                  |                    |
| The James Hunter Six              | Hold On!                                                | DAP-040          | 2016               |
| Charles Bradley                   | Changes                                                 | DAP-041          | 2016               |
|                                   |                                                         | DAP-042          | NR                 |
| Sharon Jones & The Dap-Kings      | Miss Sharon Jones! (Original Motion Picture Soundtrack) | DAP-043          | 2016               |
| The James Hunter Six              | Whatever It Takes                                       | DAP-051          | 2018               |

## Виконавці
- Antibalas
- The Budos Band
- Benjamin & the Right Direction
- Charles Bradley
- Lee Fields
- Menahan Street Band
- The Mighty Imperials
- Naomi Shelton
- Saun & Starr AKA "The Dap-ettes"
- Sharon Jones & The Dap-Kings
- The Sugarman 3
- Adam Scone
- The Frightnrs
- The James Hunter Six

## Дивись також
- Інді-лейбл

## Зовнішні посилання
- Офіційний сайт [Архівовано 21 жовтня 2016 у Wayback Machine.]
- "Soul Reviver" [Архівовано 10 лютого 2021 у Wayback Machine.] — a profile of Daptone Records in the New York Times Magazine, December 7, 2008
- Review
- Sharon Jones Video Interview [Архівовано 27 лютого 2012 у Wayback Machine.]
- Sharon Jones & The Dapkings 70 Min. [Архівовано 27 лютого 2012 у Wayback Machine.] Live Concert Video [Архівовано 27 лютого 2012 у Wayback Machine.]